# 聖瑪格麗特島

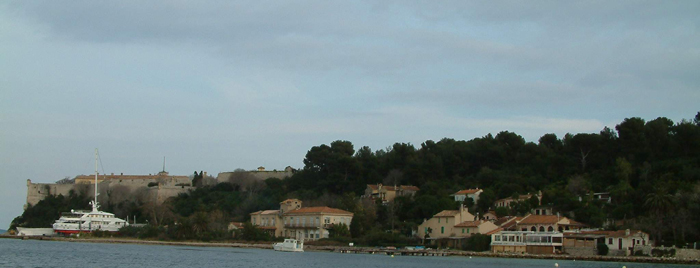
聖瑪格麗特島

聖瑪格麗特島（法語：Île Sainte-Marguerite） 是萊蘭群島中面積最大的一座島嶼。位於坎城附近的海上。聖瑪格麗特島以其的監獄而聞名，17世紀時鐵面人傳說的舞台就是在聖瑪格麗特島。
43°31′09″N 7°02′57″E / 43.51917°N 7.04917°E